# Азербайджанский рок
Азербайджанский рок (азерб. Azərbaycan roku) — различные формы рок-музыки, созданные в Азербайджане или музыкантами азербайджанского происхождения.

## Советская эпоха
Рок-музыка была сильно ограничена в течение большей части времени, когда Азербайджан находился под советской властью, поскольку этот музыкальный стиль рассматривался КПСС как антисоциалистический. Возможность развития рок-групп в Баку была вызвана активностью и лояльность комсомольского руководства города, которое на протяжении более 10 лет проводились различные фестивали и конкурсы с условно патриотическими названими. Среди наиболее признанных групп советской эпохи, такие как Колдунья, Юху, Эскулап и Хуррамиты.

### 60-е и 70-е годы
Азербайджанский рок сформировался в 1960-х годах. В этот период в результате деятельности комсомольского руководства АССР были проведены различные фестивали и конкурсы, отражающие музыкальные вкусы молодых музыкантов. Среди них самым крупным был фестиваль «Золотая осень» (азерб. Qızıl Payız), который включил в себя различные жанры от джаза до народной музыки. Молодые люди находились под творческим влиянием иностранных музыкантов, создавали различные группы в школах, университетах и домах культуры, копируя их музыкальный и визуальный стиль. А зарубежная музыка, приходила в Баку благодаря двум-трём своего рода "советским бизнесменам" и копировалась с дисков на магнитные ленты. Одним из таких людей был Виталий Павлушин (жил на 8 км., на ул. Жданова). Он привозил зарубежные диски со всего Советского Союза с 60х по середину 80х годов. Знал лично многих советских музыкантов включая в эмиграции, таких к примеру как Вилли Токарев.
Ведущими группами этого периода были «Эскулап» (Мединститут, 1966), «Хуррамиты» (Азербайджанский народнохозяйственный институт, 1969), «Экспресс-118», «Пязявяг» и «Ювет», которые в основном играли софт-рок и блюз. «Хуррамиты выступали» в прямом эфире на фестивале, посвященном 51-му учреждению Азербайджанского государственного университета, с кавер-версией песни «Satisfaction» группы Rolling Stone в 1970 году. В 70-е годы развивался джаз-рок с этническими элементами. В этом направлении экспериментировала группа «Джур-бя-джур», основанная в 1970 году Джангиром Гараевым, старшим братом Абульфаса Гараева. Среди других заметных групп были «Мешель» (азерб. Məşəl), «Бревис» и «Три огня» (азерб. Üç Alov). Однако главной движущей силой в процессе развития азербайджанского рока стали группы «Эксперимент-OK» (1967) и «Ашыглар» (азерб. Ashiqlar, 1973). Параллельно с этим в городе Сумгаит были активны группы «Мираж» и «Ровесник».
Рок-музыка этого времени была публична и легальна. По словам Хикмата Гаджизаде (бывшего посла Азербайджана в России), работа в области фьюжн-музыки завершились Группой преподавателей физики БГУ (1972), в которой он тогда играл на соло-гитаре.

### 1980-е годы
Конец 1970-х годов не был отмечен яркими событиями в области рок-музыке из-за политических ограничений. В отличие от Москвы и Ленинграда, где рок-музыка функционировала тайно, в 1980-е годы в Баку формируется репертуар новых ВИА, не противоречащий культурной политике СССР. Рок-музыку стало возможно услышать в некоторых профессиональных коллективах.
В образовавшемся вакууме творческой активностью радовал Васиф Ахундов, создавший ансамбли «Раст» и, позже «Сирдаш», умело сочетавшие официальную программу с любопытными (в стиле соул и фанк) композициями, окрашенными ярким национальным колоритом. Долгое время некогда внушительную вузовскую самодеятельность представляла одна-единственная группа «Озан» (Инженерно-строительный институт). С переменным успехом она исполняла свою музыку и прошла стадии увлечения разными направлениями рок-музыки.
В начале 1980-х годов появилась софт-рок-группа «Гюнель» (азерб. Günel), в группу «Ашыглар» пришёл в качестве вокалиста известный азербайджанский певец и композитор Полад Бюльбюль-оглы. Его гастрольная деятельность включала множество регионов РСФСР, Монголию, Афганистан. Другой успешной группой был «Талисман», который был создан как часть группы Гая. Группа выступала в Москве во время 12-го Всемирного фестиваля молодежи и студентов 1985 года.
В результате создания в 1987 году Бакинского молодёжного центра современной музыки появилось много новых групп. Деятельность этого центра включала в себя развитие различных музыкальных групп, а также и многочисленных рок групп. Одной из них была Weqibond, основанная Ибрагимом Эмином, который позже создал группу «Юху». Осенью  1988 года на конкурсе  ЗОЛОТАЯ ОСЕНЬ в г Баку зарекомендовала в  инструментальном жанре и стала дипломантом конкурса группа АЛЬЯНС г Сумгаит руководитель Вагиф Кулиев .   1 мая 1988 года в Баку прошёл первый рок-фестиваль «Рок-панорама». Фестиваль имел большой резонанс и широко освещался в республиканской прессе. Победителем этого фестиваля стала группа «Ашыглар». В 1989 году состоялась «Рок-панорама 2», которая была больше, чем её предшественник. Во втором фестивале приняло участие около 30 групп. Ведущие из них «Без грима», «Фауст», «Нейсан», «Разум», «Терминал». Среди новых групп, дебютировавших на II «Рок-панораме», заслуживает внимания «Репортаж», театр-студия рок-абсурда «Чарли АTЛ». Особенно была отмечена профессиональным жюри группа «Ашыглар». Софт-рок-группа «Гюнель» поменяла часть музыкантов и была переименована в «Акция» (азерб. Aksiya).

## Постсоветский период

### 90-е
После распада СССР рок-аудитория в Азербайджане начала медленно расти, среди местной публики стали популярны такие группы как Юху, Charli Atl, ColDünya . Сумгаит был меккой рок-движения 1990-х годов, в том числе в нем функционировали «Юху», «Спарк», «Мираж», «Мозалан» и «Сирр». В 1992 году была создана рок-группа Coldünya. С середины октября по начало ноября 1996 года её песня Sehrbaz входила в десятку лучших песен радиостанции BBC. В 1998 году в иранском Тебризе появилась рок-группа Zeytoon — первая азербайджанская группа за пределами страны. Она действовала до 2007 года и постоянно находилась под жёстким контролем местной власти. Рок группы, появившиеся с 1992 года, было принято называть группами второй  волны. Вот примерный список этих групп: “X-ray”, “Morris Jerald”, “NemO”, “Industry”, “Necropolis”, “Небывальщина”, “Лаки Страйк”, “АССА”, “Треп”, “Магнум Опус”, “Тамга”, “Депо”

### 2000-е
Из-за развития контактов с западными музыкантами и появления музыкальных инструментов в широком доступе в 2000-х годах было сформировано множество групп. Некоторые из них, такие как Ferrum, Sakura ,Regress,The Nails, Pro’n’Con, Mechanic Fist, Gilavar..и др., становились популярными но по каким то причинам распадались. До сегодняшнего дня функционируют дэт-дум-метал группа «3.14», созданная в 2002 году, и хард-рок-группа «Бэнде» (азерб. Bəndə) из Сумгаита 2008 года. В декабре 2003 года Coldünya совместно с Алимом Гасымовым записали ставший легендарным альбом «Awakening» (азерб. Oyanish), презентовав новое музыкальное направление «рок-мугам».  Одной из самых ярких и популярных групп нулевых годов была группа Unformal, просуществовавшая с 2000 по 2009 год и выпустившая за это время 3 полноценных альбома и два EP. Рок-группа «Кара Дервиш» (азерб. Qara Dərviş), играющая по настоящее время, начала экспериментировать с соединением рока, металла и классической музыки.

### 2010-е

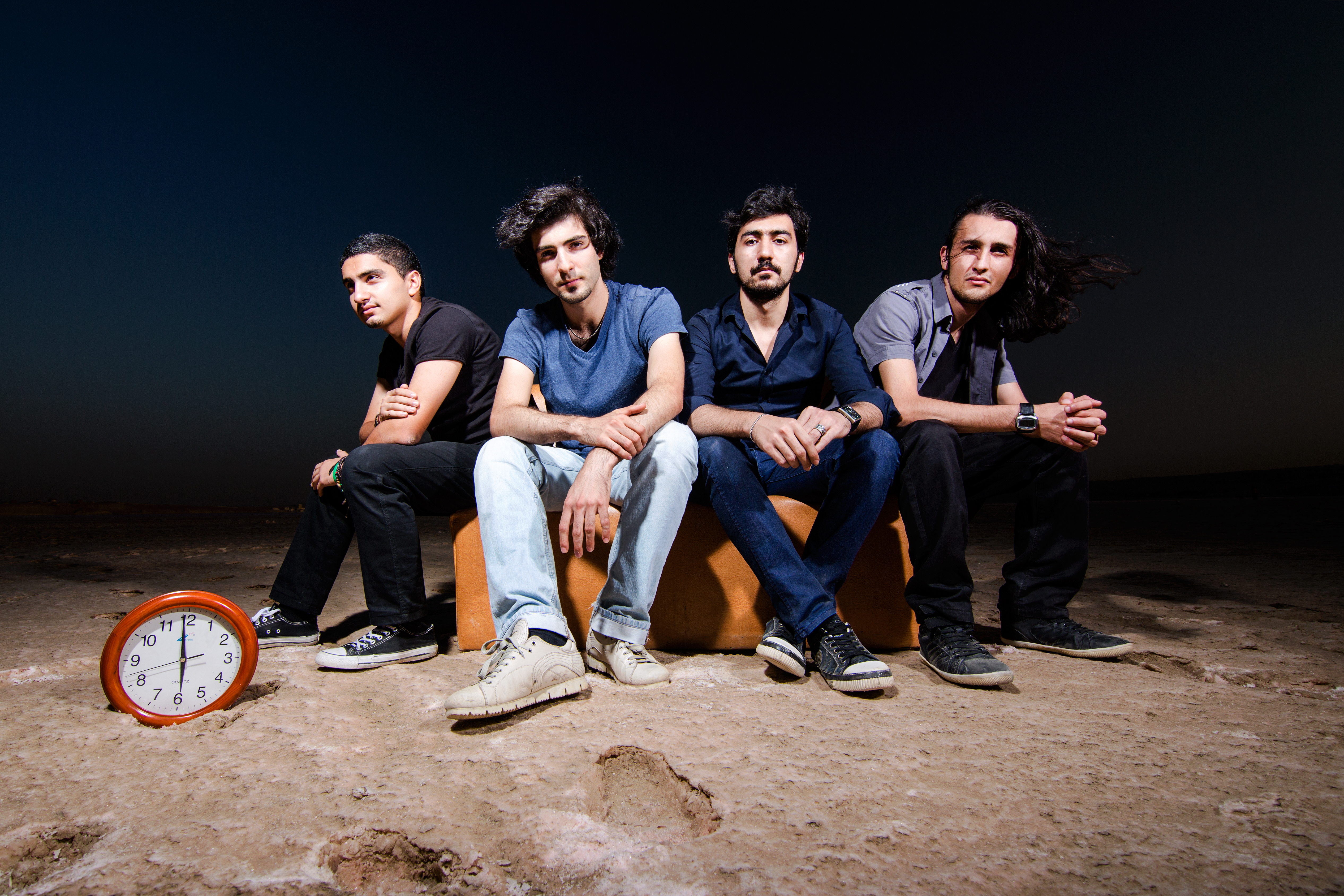
Группа «5,59» во время фото сессии их первого альбома «Hamisi Bizdendir», 2015

Азербайджанская рок-сцена значительно расширилась после 2010 года за счёт распространения новых жанров (хэви-метал, блэк-метал, треш-метал, панк-рок и др.) и одобрения более широкой аудиторией. Группы «5:59», «Мередиан», «Возмездие», Pagan, Silence Lies Fear, Sirat, Tengri, Vozmezdie, Midnight, Orient Express, Sadnos были исключительно успешными. Основные группы рок-сцены на данный момент это «Бэндэ», Stoner, Pyraweed, «Кара Дервиш». В 2011 году заработала первая в Азербайджане рок-радиостанция RockOut FM.
В 2014 году в Баку прошёл крупнейший в истории страны рок-фестиваль — Tuborg Green Fest. Первая азербайджанская рок-опера «Путешествие Синдбада» (азерб. Səyyah Sindibad) была написана в 2017 году академическим композитором Ризваном Садырхановым. В ней используются стихи на азербайджанском, русском, английском, итальянском и чешском языках. Опера написана по заказу Министерства культуры и туризма, успешно исполналясь в Центре Гейдара Алиева.

## Известные исполнители

### Солисты

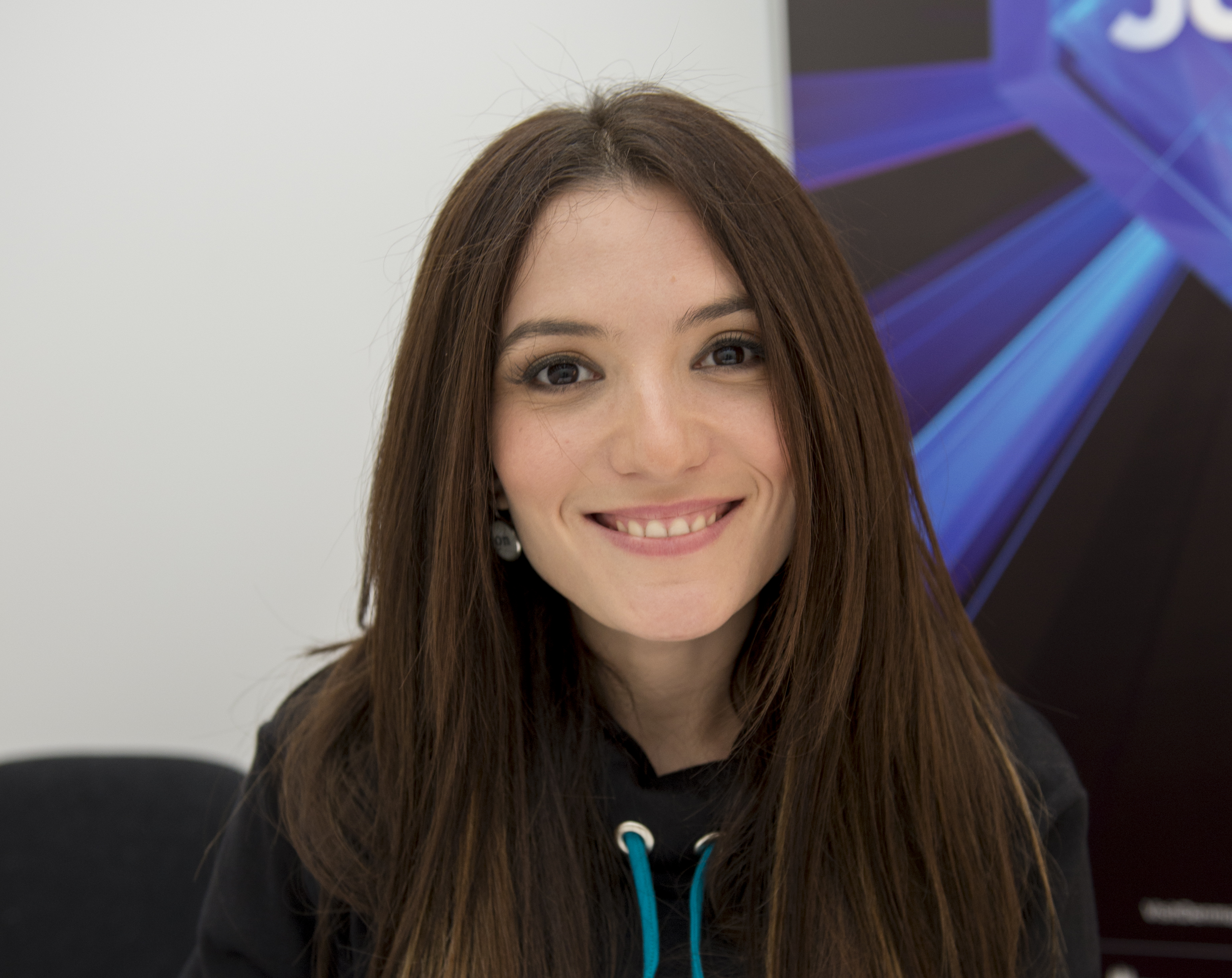
Диляра Кязимова, 2014

#### Женщины
- Диляра Кязимова

#### Мужчины
- Милан Мамедов
- Теймур Надир
- Рафиг Расулов

### Группы
- Regress
- Adrammelech
- Alma Mater
- Antifreeze
- Aprel
- 3,14 …
- 5:59
- Возмездие
- Дебют
- Мираж
- Мозалан
- Сирр
- Юху
- Account
- Edem
- Coldünya
- Fatal Nation
- The Nails
- In My Cold Hands
- Midnight
- Red Sky
- Death is just a Beginning
- Demogorgon
- Dance of Shadows
- Dunkelheit
- Equinox
- Gilavar
- Minimorum
- Necropolis
- Lord
- Unformal
- Weqibond
- W/Omen
- Violet Cold
- Papa Jack
- Parazith
- Pyraweed
- Sadnos
- Sakura
- Serumhatred
- Sumgzeit
- Dajjal
- The Sun Of Mithras
- Zommm
- Orient Xpress
- Ölükörpü
- P.G. Large Used Project
- Brokenchelust
- Əziz Ölüm
- Urod Qız
- Grustь
- Silence Lies Fear
- SKARJEN
- Spark
- Sumgzeit
- Üör